# Белона
 Тази статия е за риската богиня.  За градчето в Южна Италия вижте Белона (Италия).  
Белона (на латински: Bellona) е римска богиня на войната, сестра и спътница на Марс. От I век пр.н.е. Белона се отъждествявала с малоазийската богина Ма, а по време на Империята култовете им се сливат окончателно.
На Марсово поле в Рим през III век пр.н.е. ѝ е бил издигнат храм, пред който е разположена т.нар. колона на войната – символичната граница на Рим, откъдето при обявяване на война по посока на врага е мятана хаста (вид копие). В храма на Белона Сенатът приема чуждестранни посланици, както и римските пълководци, връщащи се от поход, като победители, и чакащи триумф.
Жреците на Белона (белонарии) носят черни дрехи, а атрибутите им са двойни брадви. Те изпадат в религиозен екстаз, по време на който нанасят един на друг рани, по повод на това са наричани "фанатици" (на латински: fanatici – „неистови“).